# I Saved the World Today
I Saved the World Today è un singolo del gruppo musicale britannico Eurythmics, scritto dai due membri Annie Lennox e David A. Stewart.
Fu estratto come primo singolo dell'album Peace del 1999.
Rappresenta il ritorno degli Eurythmics sulla scena musicale dopo quasi un decennio di assenza.

## Accoglienza e successo commerciale
Nella classifica dei singoli più venduti nel Regno Unito raggiunse l'11ª posizione e ottenne generalmente una buona accoglienza nel resto dell'Europa. Tuttavia non fu pubblicato negli Stati Uniti.
La canzone fu anche inserita in un episodio della seconda stagione della serie televisiva I Soprano.

## Tracce
CD maxi
1. I Saved the World Today – 4:52
2. I Saved The World Today (Live at the Church) – 2:25
3. Lifted – 4:45

CD singolo
1. I Saved the World Today – 4:52
2. Lifted – 4:45

## Classifiche
| Classifica (1999) | Posizione più alta |
| ----------------- | ------------------ |
| Regno Unito       | 11                 |
| Finlandia         | 2                  |
| Belgio            | 12                 |
| Italia            | 4                  |
| Svizzera          | 16                 |
| Irlanda           | 23                 |
| Svezia            | 31                 |
| Nuova Zelanda     | 33                 |
| Paesi Bassi       | 44                 |
| Australia         | 85                 |